# Marina Šmonina
Marina Konstantinovna Šmonina (rusko Марина Константиновна Шмонина), ruska atletinja, * 9. februar 1965, Taškent, Sovjetska zveza.
Nastopila je na olimpijskih igrah leta 1992 in tam osvojila naslov olimpijske prvakinje v štafeti 4×400 m. Na svetovnih dvoranskih prvenstvih je leta 1991 osvojila srebrno medaljo v štafeti 4x400 m, na evropskih dvoranskih prvenstvih pa zlato in srebrno medaljo v teku na 400 m. Leta 1993 je prejela štiriletno prepoved nastopanja zaradi dopinga ob zmagi na svetovnem dvoranskem prvenstvu v štafeti 4x400 m.